# Хендерсон, Бенсон
Бенсон Хендерсон (англ. Benson Henderson; род. 16 ноября 1983 года, Колорадо-Спрингс, Колорадо, США) — американский боец смешанных боевых искусств, выступающий по эгидой Bellator в полусредней весовой категории. Бывший чемпион организаций UFC и WEC в лёгком весе.

## Ранние годы
Бен Хендерсон родился в городе Колорадо-Спрингс, вырос в городе Фидирал-Уэй в штате Вашингтон. Его мать — американка корейского происхождения, отец — афроамериканец. Хендерсон является христианином. В старшей школе и Дана-колледже (Небраска) Хендерсон занимался тхэквондо и вольной борьбой, дважды, в 2005 и 2006 годах, его включали в символическую сборную лучших борцов NAIA.

## Профессиональная карьера
После трёх боёв, проведённых Хендерсоном на любительском уровне, 18 ноября 2006 года он дебютировал в качестве профессионала, победив Дэна Грегари. До 2009 года Бен выступал в региональных турнирах, организованных различными промоутерами. В конце 2008 года он подписал контракт с организацией World Extreme Cagefighting, владельцем которой являлась компания Zuffa, также владеющая организацией Ultimate Fighting Championship, крупнейшим в мире промоутером боёв в смешанном стиле. К этому времени Хендерсон на профессиональном уровне одержал семь побед и потерпел одно поражение. Его дебют на WEC состоялся 25 января 2009 года в бою против нигерийца Энтони Нджокуани, который он выиграл удушающим приёмом.
Третий бой в WEC стал для Хендерсона боем за титул временного чемпиона в лёгком весе по версии этой организации — единогласным решением судей он победил Дональда Серроне и завоевал титул. Авторитетный портал Sherdog признал этот поединок лучшим боем 2009 года в смешанных боевых искусствах. 10 января 2010 года Хендерсон победил Джейми Вернера в бою за звание чемпиона в лёгком весе, а 24 апреля защитил титул в бою с Серроне. 16 декабря 2010 года в последнем мероприятии под эгидой WEC Хендерсон проиграл свой титул Энтони Петтису. С 2011 года организация WEC официально перестала существовать, а все бойцы, находившиеся на контракте, включая Хендерсона, перешли в UFC.
25 февраля 2012 года в рамках события UFC 144, проходившего в японском городе Сайтама, Хендерсон встретился с Фрэнки Эдгаром в бою за титул чемпиона в лёгком весе. Он одержал победу решением судей и стал пятым чемпионом UFC в своей весовой категории. Этот бой был признан лучшим поединком дня, и оба бойца получили за него премии в размере 65 тысяч долларов.
31 августа 2013 года на турнире UFC 164, проходившем в городе Милуоки, Бенсон Хендерсон встретился со своим старым обидчиком, Энтони Петтисом. Бой закончился в первом же раунде поражением Бенсона в результате болевого приёма на правую руку.

## Титулы и достижения
- Ultimate Fighting Championship
  - Бывший чемпион UFC (один раз)
  - 3 успешные защиты титула против Фрэнки Эдгара, Нейта Диаса и Гилберта Мелендеса
  - Обладатель премии «Бой вечера» (3 раза) против Клея Гвиды, Фрэнки Эдгара и Брэндона Тэтча
  - Обладатель премии «Выступление вечера» (один раз) против Рустама Хабилова

- World Extreme Cagefighting
  - Бывший чемпион WEC в легком весе (один раз)
  - Бывший временный чемпион WEC (один раз)
  - Одна успешная защита титула против Дональда Серроне
  - Обладатель премии «Бой вечера» (два раза) против Дональда Серроне и Энтони Петтиса
  - Обладатель премии «Удушающий приём вечера» (один раз) против Дональда Серроне

- Submission grappling
  - Бронзовый призер коричневого пояса чемпионата мира по джиу-джитсу 2011 г.
  - Бронзовый призер черного пояса чемпионата мира по джиу-джитсу по но-ги 2014 г.

- Arizona State Brazilian Jiu-Jitsu Federation
  - AZSBJJF MVP of the Year (2010)
  - Золотой призер чемпионата штата Аризона с коричневым поясом в среднем весе (дважды)
  - Пурпурный пояс чемпионата штата Аризона, золотой призер в среднем весе (дважды)
  - Золотой призер чемпионата штата Аризона в открытом весе (трижды)

- Amateur wrestling
  - NAIA All-American (2005, 2006)

- Washington Interscholastic Activities Association
  - Финалист чемпионата штата среди средних школ WIAA 4A (2001 г.)
  - WIAA 4A всех штатов (2001 г.)

## Статистика
| Боёв 42  | Побед 30 | Поражений 12 |
| -------- | -------- | ------------ |
| Нокаутом | 5        | 2            |
| Сдачей   | 9        | 3            |
| Решением | 16       | 7            |

| Результат | Рекорд | Соперник           | Способ                                 | Турнир                                           | Дата             | Раунд | Время | Место                     | Примечание                                                                             |
| --------- | ------ | ------------------ | -------------------------------------- | ------------------------------------------------ | ---------------- | ----- | ----- | ------------------------- | -------------------------------------------------------------------------------------- |
| Поражение | 30-12  | Усман Нурмагомедов | Сдача (удушение сзади)                 | Bellator 292                                     | 10 марта 2023    | 1     | 2:37  | Сан-Хосе, Калифорния, США | Бой за титул чемпиона Bellator в лёгком весе                                           |
| Победа    | 30–11  | Питер Куэлли       | Единогласное решение                   | Bellator 285                                     | 23 сентября 2022 | 5     | 5:00  | Дублин, Ирландия          | С Хендерсона было снято одно очко во втором раунде из-за удара в пах                   |
| Победа    | 29-11  | Ислам Мамедов      | Раздельное решение                     | Bellator 273                                     | 29 января 2022   | 3     | 5:00  | Аризона, США              |                                                                                        |
| Поражение | 28-11  | Брент Примус       | Единогласное решение                   | Bellator 268: Немков - Энгликас                  | 16 октября 2021  | 3     | 5:00  | Аризона, США              |                                                                                        |
| Поражение | 28-10  | Джейсон Джексон    | Единогласное решение                   | Bellator 253: Колдвелл - МакКи                   | 19 ноября 2020   | 3     | 5:00  | Коннектикут, США          |                                                                                        |
| Поражение | 28-9   | Майкл Чендлер      | KO (удары)                             | Bellator 243                                     | 7 августа 2020   | 1     | 2:09  | Анкасвилл, США            |                                                                                        |
| Победа    | 28-8   | Майлз Джури        | Единогласное решение                   | Bellator 227                                     | 27 сентября 2019 | 3     | 5:00  | Дублин, Ирландия          |                                                                                        |
| Победа    | 27-8   | Адам Пикколотти    | Раздельное решение                     | Bellator 220                                     | 27 апреля 2019   | 3     | 5:00  | Сан-Хосе, США             |                                                                                        |
| Победа    | 26-8   | Саад Авад          | Единогласное решение                   | Bellator 208                                     | 13 октября 2018  | 3     | 5:00  | Нью-Йорк, США             |                                                                                        |
| Победа    | 25-8   | Роджер Хуэрта      | Удушающий приём (гильотина)            | Bellator 196                                     | 6 апреля 2018    | 2     | 0:49  | Будапешт, Венгрия         |                                                                                        |
| Поражение | 24-8   | Патрики Фрейре     | Раздельное решение                     | Bellator 183                                     | 23 сентября 2017 | 3     | 5:00  | Сан-Хосе, США             |                                                                                        |
| Поражение | 24-7   | Майкл Чендлер      | Раздельное решение                     | Bellator 165                                     | 19 ноября 2016   | 5     | 5:00  | Сан-Хосе, США             |                                                                                        |
| Победа    | 24-6   | Патрисиу Фрейре    | TKO (травма ноги)                      | Bellator 160                                     | 26 августа 2016  | 2     | 2:26  | Анахайм, США              |                                                                                        |
| Поражение | 23-6   | Андрей Корешков    | Единогласное решение                   | Bellator 153                                     | 22 апреля 2016   | 5     | 5:00  | Анкасвилл, США            | Бой за титул чемпиона Bellator в полусреднем весе                                      |
| Победа    | 23-5   | Хорхе Масвидаль    | Раздельное решение                     | UFC Fight Night: Henderson vs. Masvidal          | 28 ноября 2015   | 5     | 5:00  | Сеул, Республика Корея    |                                                                                        |
| Победа    | 22-5   | Брэндон Тэтч       | Удушающий приём (сзади)                | UFC Fight Night: Henderson vs. Thatch            | 14 февраля 2015  | 4     | 3:58  | Брумфилд, США             | Дебют в полусреднем весе. «Лучший бой вечера» (3)                                      |
| Поражение | 21-5   | Дональд Серроне    | Единогласное решение                   | UFC Fight Night: McGregor vs. Siver              | 18 января 2015   | 3     | 5:00  | Бостон, США               |                                                                                        |
| Поражение | 21-4   | Рафаэл дус Анжус   | KO (удар)                              | UFC Fight Night: Henderson vs. dos Anjos         | 23 августа 2014  | 1     | 2:31  | Талса, США                |                                                                                        |
| Победа    | 21-3   | Рустам Хабилов     | Удушающий приём (сзади)                | UFC Fight Night: Henderson vs. Khabilov          | 7 июня 2014      | 4     | 1:16  | Альбукерке, США           | «Выступление вечера» (1)                                                               |
| Победа    | 20-3   | Джош Томсон        | Раздельное решение                     | UFC on Fox: Henderson vs. Thomson                | 25 января 2014   | 5     | 5:00  | Чикаго, США               |                                                                                        |
| Поражение | 19-3   | Энтони Петтис      | Болевой приём (рычаг локтя)            | UFC 164                                          | 31 августа 2013  | 1     | 4:31  | Милуоки, США              | Утратил титул чемпиона UFC в лёгком весе.                                              |
| Победа    | 19-2   | Гилберт Мелендес   | Раздельное решение                     | UFC on Fox: Henderson vs. Melendez               | 20 апреля 2013   | 5     | 5:00  | Сан-Хосе, США             | Защитил (3) титул чемпиона UFC в лёгком весе                                           |
| Победа    | 18-2   | Нейт Диас          | Единогласное решение                   | UFC on Fox: Henderson vs. Diaz                   | 8 декабря 2012   | 5     | 5:00  | Сиэтл, США                | Защитил (2) титул чемпиона UFC в лёгком весе                                           |
| Победа    | 17-2   | Фрэнки Эдгар       | Раздельное решение                     | UFC 150                                          | 11 августа 2012  | 5     | 5:00  | Денвер, США               | Защитил (1) титул чемпиона UFC в лёгком весе                                           |
| Победа    | 16-2   | Фрэнки Эдгар       | Единогласное решение                   | UFC 144                                          | 26 февраля 2012  | 5     | 5:00  | Сайтама, Япония           | Завоевал титул чемпиона UFC в лёгком весе; «Лучший бой вечера» (2)                     |
| Победа    | 15-2   | Клей Гвида         | Единогласное решение                   | UFC on Fox: Velasquez vs. dos Santos             | 12 ноября 2011   | 3     | 5:00  | Анахайм, США              | Бой за статус претендента на титул чемпиона UFC в лёгком весе; «Лучший бой вечера» (1) |
| Победа    | 14-2   | Джим Миллер        | Единогласное решение                   | UFC Live: Hardy vs. Lytle                        | 14 августа 2011  | 3     | 5:00  | Милуоки, США              |                                                                                        |
| Победа    | 13-2   | Марк Бочек         | Единогласное решение                   | UFC 129                                          | 30 апреля 2011   | 3     | 5:00  | Торонто, Канада           |                                                                                        |
| Поражение | 12-2   | Энтони Петтис      | Единогласное решение                   | WEC 53                                           | 16 декабря 2010  | 5     | 5:00  | Глендейл, США             | Утратил титул чемпиона WEC в лёгком весе; «Лучший бой вечера» (2)                      |
| Победа    | 12-1   | Дональд Серроне    | Удушающий приём (гильотина)            | WEC 48                                           | 24 апреля 2010   | 1     | 1:57  | Сакраменто, США           | Защитил титул чемпиона WEC в лёгком весе; «Удушающий приём вечера» (1)                 |
| Победа    | 11-1   | Джейми Варнер      | Удушающий приём (гильотина)            | WEC 46                                           | 10 января 2010   | 3     | 2:41  | Сакраменто, США           | Объединил титул чемпиона WEC в лёгком весе                                             |
| Победа    | 10-1   | Дональд Серроне    | Единогласное решение                   | WEC 43                                           | 10 октября 2009  | 5     | 5:00  | Сан-Антонио, США          | Завоевал титул временного чемпиона WEC в лёгком весе. «Лучший бой вечера» (1)          |
| Победа    | 9-1    | Шейн Роллер        | TKO (удары)                            | WEC 40                                           | 5 апреля 2009    | 1     | 1:41  | Чикаго, США               |                                                                                        |
| Победа    | 8-1    | Энтони Нжокуани    | Удушающий приём (гильотина)            | WEC 38                                           | 25 января 2009   | 2     | 0:42  | Сан-Диего, США            |                                                                                        |
| Победа    | 7-1    | Диего Сарайва      | Единогласное решение                   | Evolution MMA                                    | 4 октября 2008   | 3     | 5:00  | Финикс, США               |                                                                                        |
| Победа    | 6-1    | Рикарду Тирлони    | Удушающий приём (гильотина)            | MFC 17: Hostile Takeover                         | 25 июля 2008     | 2     | 3:49  | Эдмонтон, Канада          |                                                                                        |
| Победа    | 5-1    | Майк Маэстас       | Удушающий приём (сзади)                | MFC 16: Anger Management                         | 9 мая 2008       | 3     | 4:11  | Эдмонтон, Канада          |                                                                                        |
| Победа    | 4-1    | Брайн Корли        | Удушающий приём (сзади)                | Victory FC 21: Infamous                          | 7 декабря 2007   | 1     | 2:36  | Каунсил-Блафс, США        |                                                                                        |
| Победа    | 3-1    | Дэвид Даглориа     | TKO (удары)                            | Ultimate Combat Experience: Round 26: Episode 12 | 23 июня 2007     | 1     | 1:45  | Огден, США                |                                                                                        |
| Поражение | 2-1    | Рокки Джонсон      | Техническое удушение (захват анаконды) | Battlequest 5: Avalanche                         | 31 марта 2007    | 1     | 0:46  | Вейл, США                 | Бой в промежуточном весе (72,57 кг).                                                   |
| Победа    | 2-0    | Аллен Уильямс      | TKO (удары)                            | Victory FC 18: Hitmen                            | 16 февраля 2007  | 1     | 1:37  | Каунсил-Блафс, США        |                                                                                        |
| Победа    | 1-0    | Дэн Грегари        | TKO (удары)                            | Midwest Championship Fighting: Genesis           | 18 ноября 2006   | 1     | 4:21  | Норт-Платт, США           |                                                                                        |